# Laurence Olivier Awards 2017
Die 41. Laurence Olivier Awards 2017 wurden am 9. April 2017 in der Royal Albert Hall in London von der Society of London Theatre vergeben, um herausragende Theater- und Musicalproduktionen zu würdigen. Ausgezeichnet wurden Produktionen der Theatersaison 2016/2017, die zwischen dem 17. Februar 2016 und dem 21. Februar 2017 in einem Theater Premiere hatten, das durch die Mitgliedschaft der Society of London Theatre vertreten ist, sofern sie mindestens 30 Mal aufgeführt wurden. Die Preisverleihung wurde von Jason Manford moderiert und die Highlights der Preisverleihung wurden nachträglich bei ITV im Fernsehen übertragen.

## Hintergrund
Der Laurence Olivier Award (auch Olivier Award) ist ein seit 1976 jährlich vergebener britischer Theater- und Musicalpreis. Er gilt als höchste Auszeichnung im britischen Theater und ist vergleichbar mit dem Tony Award am amerikanischen Broadway. Verliehen wird die Auszeichnung von der Society of London Theatre. Ausgezeichnet werden herausragende Darsteller und Produktionen einer Theatersaison, die im Londoner West End zu sehen waren. Die Auszeichnungen hießen zunächst Society of West End Theatre Awards und wurden 1985 zu Ehren des renommierten britischen Schauspielers Laurence Olivier in Laurence Olivier Awards umbenannt. Die Nominierten und Gewinner der Laurence Olivier Awards „werden jedes Jahr von einer Gruppe angesehener Theaterfachleute, Theaterkoryphäen und Mitgliedern des Publikums ausgewählt, die wegen ihrer Leidenschaft für das Londoner Theater“ bekannt sind.

## Gastauftritte
- Gary Barlow, Tim Firth und die Besetzung des Musicals The Girls sangen Yorkshire (mit einem Auftritt der ursprünglichen Calendar Girls)
- Amber Riley vom Musical Dreamgirls sang And I Am Telling You I’m Not Going
- Tim Minchin und die Besetzung des Musicals Groundhog Day sangen Hope
- Tyrone Huntley und die Besetzung des Musicals Jesus Christ Superstar sangen Heaven On Their Minds
- David Fynn und die Besetzung des Musicals School of Rock sangen Stick It To The Man
- Sam Archer und Ashley Shaw tanzten Szenen aus The Red Shoes
- Audra McDonald und der Chor der Arts Education School sangen Somewhere Over The Rainbow

## Gewinner und Nominierte
Die Nominierten wurden am 6. März 2017 in 26 Kategorien bekannt gegeben.
| Bestes neues Theaterstück | Bestes neues Musical |
| --- | --- |
| - Harry Potter and the Cursed Child Drehbuch und Geschichte von Jack Thorne, Geschichte von J. K. Rowling und John Tiffany – Palace Theatre - Elegy von Nick Payne – Donmar Warehouse - The Flick von Annie Baker – National Theatre Dorfman - One Night in Miami von Kemp Powers – Donmar Warehouse | - Groundhog Day – The Old Vic Theatre - Dreamgirls – Savoy Theatre - The Girls – Phoenix Theatre - School of Rock – New London Theatre |
| Beste Wiederaufnahme Theaterstück | Beste Wiederaufnahme Musical |
| - Yerma – Young Vic Theatre - The Glass Menagerie – Duke of York’s Theatre - This House – Garrick Theatre - Travesties – Apollo Theatre | - Jesus Christ Superstar – Regent’s Park Open Air Theatre - Funny Girl – Savoy Theatre - Show Boat – New London Theatre - Sunset Boulevard – London Coliseum |
| Beste neue Comedy | Bestes Entertainment |
| - Our Ladies of Perpetual Succour von Lee Hall – National Theatre Dorfman - The Comedy about a Bank Robbery von Henry Lewis, Jonathan Sayer und Henry Shields – Criterion Theatre - Nice Fish adaptiert von Mark Rylance, auf Basis eines Textes von Louis Jenkins – Harold Pinter Theatre - The Truth von Florian Zeller, übersetzt von Christopher Hampton – Wyndham’s Theatre                                                                           | - The Red Shoes – Sadler’s Wells Theatre - Cinderella – London Palladium - David Baddiel – My Family: Not the Sitcom – Vaudeville Theatre - Peter Pan – National Theatre Olivier |
| Bester Darsteller Theaterstück | Beste Darstellerin Theaterstück |
| - Jamie Parker als Harry Potter in Harry Potter and the Cursed Child – Palace Theatre - Ed Harris als Dodge in Buried Child – Trafalgar Studios 1 - Tom Hollander als Henry Carr in Travesties – Apollo Theatre - Ian McKellen als Spooner in No Man’s Land – Wyndham’s Theatre | - Billie Piper als Yerma in Yerma – Young Vic Theatre - Glenda Jackson als Lear in King Lear – The Old Vic Theatre - Cherry Jones als Amanda Wingfield in The Glass Menagerie – Duke of York’s Theatre - Ruth Wilson als Hedda Gabler Tesman in Hedda Gabler – National Theatre Lyttelton |
| Bester Darsteller Musical | Beste Darstellerin Musical |
| - Andy Karl als Phil Connors in Groundhog Day – The Old Vic Theatre - David Fynn als Dewey Finn in School of Rock – New London Theatre - Tyrone Huntley als Judas Iscariot in Jesus Christ Superstar – Regent’s Park Open Air Theatre - Charlie Stemp als Arthur Kipps in Half a Sixpence – Noël Coward Theatre | - Amber Riley als Effie White in Dreamgirls – Savoy Theatre - Glenn Close als Norma Desmond in Sunset Boulevard – London Coliseum - Debbie Chazen, Sophie-Louise Dann, Michele Dotrice, Claire Machin, Claire Moore und Joanna Riding als Ruth, Celia, Jessie, Cora, Chris and Annie in The Girls – Phoenix Theatre - Sheridan Smith als Fanny Brice in Funny Girl – Savoy Theatre |
| Bester Nebendarsteller Theaterstück | Beste Nebendarstellerin Theaterstück |
| - Anthony Boyle als Scorpius Malfoy in Harry Potter and the Cursed Child – Palace Theatre - Freddie Fox als Tristan Tzara in Travesties – Apollo Theatre - Brian J Smith als Jim O’Connor in The Glass Menagerie – Duke of York’s Theatre - Rafe Spall als Judge Brack in Hedda Gabler – National Theatre Lyttelton | - Noma Dumezweni als Hermione Granger in Harry Potter and the Cursed Child – Palace Theatre - Melissa Allan, Caroline Deyga, Kirsty Findlay, Karen Fishwick, Kirsty MacLaren, Frances Mayli McCann, Joanne McGuinness und Dawn Sievewright als Orla, Chell, Understudy Chell/Fionnula/Kay, Kay, Manda, Kylah, Understudy Kylah/Manda/Orla und Fionnula in Our Ladies of Perpetual Succour – National Theatre Dorfman - Clare Foster als Cecily Carruthers in Travesties – Apollo Theatre - Kate O’Flynn als Laura Wingfield in The Glass Menagerie – Duke of York’s Theatre |
| Bester Nebendarsteller Musical | Beste Nebendarstellerin Musical |
| - Adam J. Bernard als James "Thunder" Early in Dreamgirls – Savoy Theatre - Ian Bartholomew als Chitterlow in Half a Sixpence – Noël Coward Theatre - Ben Hunter als Danny in The Girls – Phoenix Theatre - Andrew Langtree als Ned Ryerson in Groundhog Day – The Old Vic Theatre | - Rebecca Trehearn als Julie LaVerne in Show Boat – New London Theatre - Haydn Gwynne als Celia Peachum in The Threepenny Opera – National Theatre Olivier - Victoria Hamilton-Barritt als The Narrator in Murder Ballad – Arts Theatre - Emma Williams als Helen Walsingham in Half a Sixpence – Noël Coward Theatre |
| Bester Regisseur / Beste Regisseurin | Bester Choreograph / Beste Choreographin |
| - John Tiffany für Harry Potter and the Cursed Child – Palace Theatre - Simon Stone für Yerma – Young Vic Theatre - John Tiffany für The Glass Menagerie – Duke of York’s Theatre - Matthew Warchus für Groundhog Day – The Old Vic Theatre | - Matthew Bourne für The Red Shoes – Sadler’s Wells Theatre - Peter Darling und Ellen Kane für Groundhog Day – The Old Vic Theatre - Steven Hoggett für Harry Potter and the Cursed Child – Palace Theatre - Drew McOnie für Jesus Christ Superstar – Regent’s Park Open Air Theatre |
| Bester Bühnenbildner / Beste Bühnenbildnerin | Bester Kostümdesigner / Beste Kostümdesignerin |
| - Christine Jones für Harry Potter and the Cursed Child – Palace Theatre - Bob Crowley für Aladdin – Prince Edward Theatre - Bob Crowley für The Glass Menagerie – Duke of York’s Theatre - Rob Howell für Groundhog Day – The Old Vic Theatre | - Katrina Lindsay für Harry Potter and the Cursed Child – Palace Theatre - Gregg Barnes für Dreamgirls – Savoy Theatre - Hugh Durrant für Cinderella – London Palladium - Rob Howell für Groundhog Day – The Old Vic Theatre |
| Bester Lichtdesigner / Beste Lichtdesignerin | Bester Sounddesigner / Beste Sounddesignerin |
| - Neil Austin für Harry Potter and the Cursed Child – Palace Theatre - Lee Curran für Jesus Christ Superstar – Regent’s Park Open Air Theatre - Natasha Katz für The Glass Menagerie – Duke of York’s Theatre - Hugh Vanstone für Groundhog Day – The Old Vic Theatre | - Gareth Fry für Harry Potter and the Cursed Child – Palace Theatre - Paul Arditti für Amadeus – National Theatre Olivier - Adam Cork für Travesties – Apollo Theatre - Nick Lidster für Jesus Christ Superstar – Regent’s Park Open Air |
| Herausragende Leistungen Musik | |
| - Die drei Kindergruppen, die jeden Abend ihre Instrumente spielen in School of Rock – New London Theatre - Henry Krieger für die Komposition von Dreamgirls – Savoy Theatre - Imogen Heap für die Komposition und das Arrangement von Harry Potter and the Cursed Child – Palace Theatre - Die Band und das Unternehmen für die Schaffung der Rockatmosphäre des ursprünglichen Konzeptalbums von Jesus Christ Superstar – Regent’s Park Open Air Theatre | |
| Herausragende Leistungen Ballett | Beste neue Ballettproduktion |
| - English National Ballet zur Erweiterung der Vielfalt ihres Repertoires mit Akram Khan’s Giselle und She Said – Sadler’s Wells Theatre - Alvin Ailey American Dance Theater für ihre Londoner Ballettsaison – Sadler’s Wells Theatre - Luke Ahmet in The Creation von Rambert – Sadler’s Wells Theatre | - Betroffenheit von Crystal Pite und Jonathon Young – Sadler’s Wells Theatre - Blak Whyte Gray von Boy Blue Entertainment – Barbican Centre - Giselle von Akram Khan und dem English National Ballet – Sadler’s Wells Theatre - My Mother, My Dog and CLOWNS! von Michael Clark – Barbican Centre |
| Herausragende Leistungen Oper | Beste neue Opernproduktion |
| - Mark Wigglesworth als Dirigent von Don Giovanni und Lulu – London Coliseum - Renée Fleming in Der Rosenkavalier – Royal Opera House - Stuart Skelton in Tristan and Isolde – London Coliseum | - Akhnaten – London Coliseum - 4.48 Psychosis – Lyric Hammersmith Theatre - Così fan tutte – Royal Opera House - Lulu – London Coliseum |
| Herausragende Theaterleistungen | |
| - Rotterdam – Trafalgar Studios 2 - Cuttin’ It, Young Vic Theatre / Royal Court Theatre - The Government Inspector – Theatre Royal Stratford East - The Invisible Hand – Tricycle Theatre - It Is Easy to Be Dead – Trafalgar Studios 2 | |

## Sonderpreise
| Kategorie                         | Preisträger     |
| --------------------------------- | --------------- |
| Sonderpreis der Society of London | Kenneth Branagh |

## Statistik

### Mehrfache Nominierungen
- 11 Nominierungen: Harry Potter and the Cursed Child
- 8 Nominierungen: Groundhog Day
- 7 Nominierungen: The Glass Menagerie
- 6 Nominierungen: Jesus Christ Superstar
- 5 Nominierungen: Dreamgirls, Travesties
- 3 Nominierungen: The Girls, Half a Sixpence, School of Rock, Yerma
- 2 Nominierungen: Cinderella, Funny Girl, Giselle, Hedda Gabler, Lulu, Our Ladies of Perpetual Succour, The Red Shoes, Show Boat, Sunset Boulevard

### Mehrfache Gewinne
- 9 Gewinne: Harry Potter and the Cursed Child
- 2 Gewinne: Dreamgirls, Groundhog Day, The Red Shoes, Yerma